# فدراسیون بسکتبال مونته‌نگرو
فدراسیون بسکتبال مونته‌نگرو (انگلیسی: Basketball Federation of Montenegro) نهاد اداره کننده ورزش بسکتبال در کشور مونته‌نگرو است. این فدراسیون که در سال ۱۹۵۵ تأسیس شده مقر آن در شهر پودگوریتسا قرار دارد.